# 奧普利齊科
50°12′20″N 24°45′1″E / 50.20556°N 24.75028°E
奧普利齊科（烏克蘭語：Опліцько），是烏克蘭西部的村莊，隸屬利維夫州的舍普季茨基區。該村面積1.14平方公里，2024年人口250，人口密度每平方公里301.75人。
1. ↑  . Wikipedia. 2025-01-12  [2025-01-12]. （原始内容存档于2025-01-15）.